# Cerro El Escorpión
Cerro El Escorpión är ett berg i Mexiko.   Det ligger i kommunen Santa Catarina och delstaten Nuevo León, i den centrala delen av landet, 700 km norr om huvudstaden Mexico City. Toppen på Cerro El Escorpión är 3 142 meter över havet, eller 663 meter över den omgivande terrängen. Bredden vid basen är 22,3 kilometer.
Terrängen runt Cerro El Escorpión är bergig åt nordost, men åt sydväst är den kuperad. Runt Cerro El Escorpión är det ganska glesbefolkat, med 48 invånare per kvadratkilometer. Närmaste större samhälle är Santa Catarina, 17,6 km nordost om Cerro El Escorpión. I omgivningarna runt Cerro El Escorpión växer huvudsakligen savannskog.